# Uspavanka za Radmilu M.
Az Uspavanka za Radmilu M. a Bijelo dugme hatodik sorlemeze, mely 1983-ban jelent meg a zágrábi Jugoton kiadónál. Katalógusszáma: LSY-10017. Ez az utolsó lemez amin még Željko Bebek énekel. A kiadás belső borítóján a dalszövegek is szerepelnek.

## Az album dalai

### A oldal
1. Polubauk polukruži poluevropom (3:59)
2. Drugovi i drugarice (3:34)
3. Kosovska (3:36)
4. U vrijeme otkazanih letova (3:42)
5. Zašto me ne podnosi tvoj tata	(3:22)

### B oldal
1. Ako možeš zaboravi (4:59)
2. Ovaj ples dame biraju	(5:12)
3. Ne plači (3:54)
4. Uspavanka za Radmilu M. (2:25)

## Közreműködők
- Goran Bregović - gitár
- Željko Bebek - ének
- Zoran Redžić - basszusgitár
- Ipe Ivandić - dob
- Vlado Pravdić - billentyűs hangszerek
- Vlatko Stefanovski - gitár az "Uspavanka za Radmilu M." c. számban